# Участие Черногории в русско-японской войне
Популярная легенда гласит, что Черногория объявила войну Японии во время русско-японской войны, однако этому нет доказательств. Население страны поддерживало действия России в войне, однако по мере роста военных неудач России черногорское правительство стало более холодным к России, и российско-черногорские отношения ухудшились, что также привело к высылке российского дипломата. Отношения между Россией и Черногорией вновь нормализовались через несколько лет.

## Вопрос объявления войны
Правители стран
Существует версия, что в 1904 году, когда началась русско-японская война, Черногория выступила на стороне России и официально объявила войну Японии, но это объявление было символическим. В 1905 году был подписан мир, однако из-за ошибки Черногория не оказалась в числе стран, указанных в мирном договоре как заключивших мир, поэтому формально Япония осталась в состоянии войны с Черногорией на протяжении 100 последующих лет. Только в 2006 году после признания независимости Черногории Япония подписала мирный договор и положила конец войне, которая якобы длилась 101 год из-за банальной дипломатической ошибки.
Однако черногорские историки отрицают данную версию. Черногорский историк Новак Разнатови заявил, что «история черногорско-японской войны в начале этого века — мистификация. Путаница, о которой мы здесь говорим, была вызвана, по всей вероятности, старым обычаем среди монархов. Даже почтив Князя Николу словами своего «единственного искреннего друга», он [российский император] также присвоил князю звание почетного полковника, или почетного командира русского полка, дислоцированного где-то под Одессой. Когда в начале войны против Японии этот полк отправился на фронт, князь Никола, как почетный командующий, послал телеграмму, призывая Бога помочь русскому оружию победой, а своему полку дать силу в геройской борьбе за лучшее будущее и славу России. И это все "участие" Черногории в этой войне». Также возможно, что большое количество черногорских добровольцев также послужило стимулом для легенды. 
Японский исследователь Танака также провел всестороннее исследование черногорских газет во время войны и пришел к выводу, что нет никаких доказательств объявления войны Японии. 
В 1973 году существовал план сделать японского кинорежиссёра Акиру Куросаву, посетившего Югославию, «военнопленным» для продвижения исторического фильма, но «японское посольство посмеялось над этим», и это так и не было реализовано.
В 2006 году Судзуки Мунэо задал ряд вопросов по русско-японской войне, один из которых звучал так: «Есть ли факт, что Королевство Черногория объявило войну Японии в 1904 году? Были ли приглашены представители Королевства Черногория на Портсмутскую мирную конференцию? Какие процедуры были приняты для прекращения войны между Японией и Королевством Черногория?». Коно Ёхэй, как представитель японского правительства, дал ответ: «японскому правительству не известны какие-либо свидетельства того, что государство Черногория объявило войну нашей стране в 1904 году. Полномочный представитель государства Черногория не участвовал в мирной конференции в Портсмуте, о которой вы упомянули».
16 июня 2006 года американское информационное агентство UPI, ссылаясь на белградское радио B92, сообщило о заключении перемирия между Черногорией и Японией и что «Акико Яманака, заместитель министра иностранных дел Японии и специальный посланник премьер-министра, должна прибыть в Подгорицу на следующей неделе, чтобы передать черногорским чиновникам письмо, в котором объявляется, что война окончена». Однако японское министерство иностранных дел не опубликовало какую-либо информацию о заключении перемирия или о черногорско-японской войне.
Официальная точка зрения японского правительства заключается в том, что «японо-черногорской войны» не существовало. Тем не менее, «черногорско-японская война» закрепилась в современном фольклоре как нереальное событие на грани абсурда, и было посвящено множество анекдотов этому событию. Большинство людей сочли эту «войну» за реальное историческое событие. СМИ во многом поспособствовали развитию мифа, в отсутствие реальных событий журналисты пытались выдумать войну, дополняя скудные свидетельства своими собственными интерпретациями. Таким образом миф распространился среди публики.

## Поддержка России Черногорией

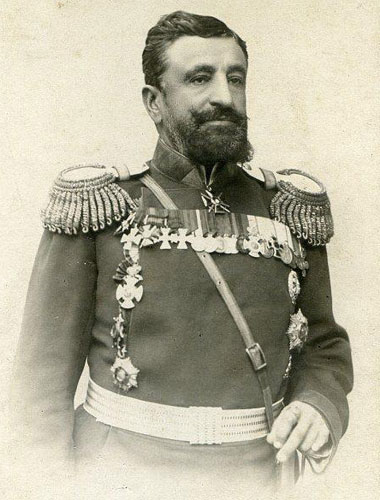
Иван Юрьевич Попович-Липовац командир черногорских добровольцев

Независимо от вопроса объявления войны, население Черногория поддержало Россию. Несмотря на то, что война между Россией и Японией была далека от интересов Черногории, все черногорские симпатии были на стороне России. Помимо традиционной привязанности черногорцев к православной Руси, тут также сыграла на протяжении двух веков длительная моральная, политическая и материальная поддержка Черногории со стороны России. 
Определенные успехи русской армии в первые месяцы вызвали большой восторг и энтузиазм черногорского народа. Было зафиксировано значительное количество обращений со стороны черногорцев в русскую миссию в Цетине, в которых выражалась просьба о направлении их на службу в действующую русскую армию. Тогда единственная черногорская газета «Голос Черногорца», зафиксировало проявления симпатии и солидарности с Россией. Газета также писала о мольбе в Цетинском монастыре, чтобы «Бог благословил русское оружие в этой войне, с присутствием многочисленных граждан, школ и чиновников». Позже, когда пришли разочаровывающие новости с дальневосточного фронта, «Голос Черногорца» ограничился передачей сухих и кратких новостей венского «Корреспондента-бюро».
Успехи и неудачи российской армии черногорский народ воспринимал как свои собственные, они спрашивали у русских представителей: «Что делают наши в Маньчжурии?… Как наши в Порт-Артуре?». Символическая акция была инициирована госпожой Потаповой, женой российского военного посланника в Цетинье, подполковника Потапова, чтобы собрать помощь для русских раненых на фронте. Несколько шерстяных носков были отправлены на Дальний Восток. В войне в качестве добровольцев участвовало много черногорцев, из них выделяются Александр Саичич, Анто Гвозденович и Филипп Пламенац, участники боёв в Маньчжурии. Во время своего назначения в Маньчжурию Ивану Юрьевичу Попович-Липову поручили руководство черногорскими добровольцами, которые прибыли в Маньчжурию различными путями. Общее число добровольцев составляло несколько десятков человек, и данная «черногорская дружина» в дальнейшем участвовала в различных битвах. Помимо русофильства, черногорских добровольцев привлекала в войну их склонность к героизму и авантюризму, поскольку для черногорцев в то время было необычно находиться так далеко от своей страны. Однако сам по себе факт участия нескольких десятков черногорских добровольцев в составе российской армии не даёт возможность назвать это войной между двумя странами, столь далекими в географическом и культурном плане.

## Ухудшение российско-черногорских отношений

### Влияние войны на отношения
С 1904 года в Черногории стала наблюдаться озабоченность «недостаточным уровнем материальной поддержки», предоставляемой ей Россией, кроме того с началом русско-японской войны также повысилась напряженность в Европе и, в частности на Балканах, где Россия старалась проводить в условиях войны политику статуса-кво. Черногорский князь сказал российскому министру-резиденту в Цетинье А.Н. Щеглову, что он не знает какую политику проводить в отношении Австро-Венгрии и Османской империи, которые представляют угрозу для Черногории. Информация о беседе была передана в Санкт-Петербург, и император Николай II выразил свое недоумение и раздражение по поводу неопределенности черногорского монарха, направив ему непосредственное указание: «Его величество соизволил высказать, что было бы соответственным дать его высочеству указание в том смысле, что относительно как Турции, так и Австро-Венгрии князю Николаю следует сообразовываться с началами политики, принятыми нами в настоящее время относительно этих государств. В противном случае какой-либо несвоевременной мерой черногорское правительство может вызвать еще большие замешательства на Балканском полуострове, которые в свою очередь поведут к нежелательному осложнению положения покровительницы Княжества, занятой в настоящее время войной с Японией».
Князь Никола стал прилагать усилия для установления дружественных отношений с Австро-Венгрией и Италией. Весной 1904 года князь Никола пытался заключить договор с Австро-Венгрией «на случай осложнений положения на Балканах». Но Австро-Венгрия ответила отказом: «заботы о поддержании порядка на Балканах Австро-Венгрия условилась делить только с Россиею, а от Черногории ничего больше не требуется, как оставаться спокойною». После этого черногорский князь сосредоточил своё внимание на улучшение отношений с Италией. В ноябре 1904 года, во время пребывания в Риме, Никола Петрович достиг значительного прогресса в развитии военного и экономического сотрудничества между Черногорией и Италией. В результате, итальянские компании получили концессии на строительство порта Бар, железной дороги от Вирпазара до Подгорицы, а также были предоставлены определенные льготы для развития своей деятельности в других областях. Военный агент подполковник Н. М. Потапов, докладывая своему начальству об этих событиях, критиковал черногорскую правящую элиту, называя ее «профессиональной кокоткой», которая предлагает свое расположение всякому, кто может заплатить за это. В связи с этим, у Министерства иностранных дел возникли сомнения в целесообразности предоставления Черногории военной субсидии, особенно учитывая то, что первоначальный срок ее выплаты истекал 1 января 1906 года.
После неудач России в войне, правящая элита Черногории стала проявлять более негативное отношение к России. Так, например, в отношении генерала Алексея Куропаткина распространялись «злые прогнозы», что его «со связанными руками повезут в Японию». Русский министр-резидент в Цетинье докладывал о «современном австрофильстве князя Николая», а Н. М. Потапов в своих донесениях, ссылаясь на отрывки из запрещенной в Черногории брошюры «Истина о Црноj Гори», приводил, что: «На странице 50-й этой брошюры, высказано положительное убеждение, что князь Николай держится России и слушается ее исключительно “ради эгоистических расчетов, потому что русское правительство поддерживает его материально. Ныне уже известно, о неудовольствии господаря по поводу того, что царь Николай медлит с уплатою последних долгов нашего двора. Пусть Россия испробует князя, отказавшись далее платить ему, и он завтра же перейдет на сторону Австрии; заплати Франц Иосиф его долги и дай ему сколько-нибудь наличными, и он тотчас бросится в объятия Австрии…». Год спустя кризис в черногорско-русских отношениях ещё более обострился в ходе «инцидента с Соловьевым».

### Инцидент с Соловьевым

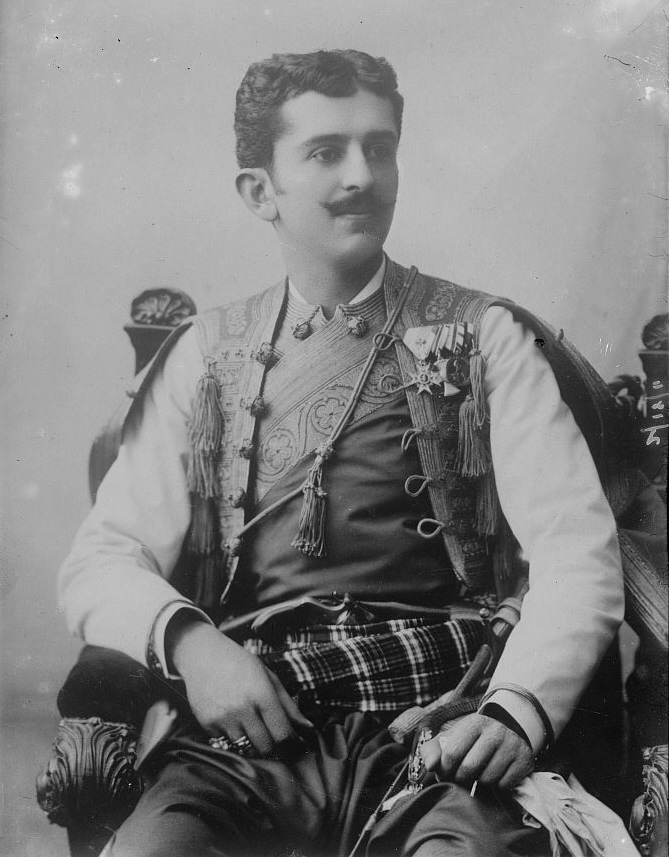
Данило II Петрович-Негош, виновник скандала

В начале 1905 года Юрий Яковлевич Соловьёв был назначен первым секретарём российской миссии в Цетинье. 15 (28) мая 1905 года в Подгорице проводилось праздничное мероприятие, посвященное досрочной передаче главного здания табачной монополии Черногории. Однако накануне мероприятия стало известно о гибели российского флота в битве под Цусимой, в связи с чем Соловьев выразил просьбу о переносе церемонии или отмене участия в ней двух черногорских батальонов, которые финансировались за счет российской субсидии. Без предварительного согласования с Министерством иностранных дел России, российский дипломат отправил личное письмо с просьбой министру иностранных дел Черногории. Когда министр исполнил просьбу, то об этом узнал князь Никола, который настоял на отзыве российского дипломата Соловьёва из Черногории. Более того, по данным петербургской газеты «Новое время», престолонаследник Черногории, Данило, заменявший своего отца в этот момент, не только отказался устроить панихиду по русским морякам, но и поднял тост в честь японского адмирала Того во время торжеств. 
Скандал и последующие разбирательства испортили до крайности официальные русско-черногорские отношения. Россия ввела санкции против Черногории, приостановив денежные выплаты. Однако они не произвели ожидаемого эффекта и в большей степени коснулись чиновничества, чем черногорского народа или княжеской семьи. Военный агент Н. М. Потапов позже писал, что «Мы не можем и не должны быть уверены в лояльности Черногории в выполнении своих обязательств и договоренностей с Россией». Внешне отношение Николая II к черногорскому монарху никак не изменилось, но, вероятно, Николай II разочаровался в черногорском правителя. Данный инцидент свидетельствовал о падении авторитета России и ослаблении позиций в Черногории. 
Отзыв дипломатического представителя России по требованию князя современный черногорский историк Р. Распопович называет «беспрецедентным событием в истории дипломатических отношений двух стран». Российский историк Пётр Мультатули предположил, что Ю. Ф. Соловьёв в своих воспоминаниях, которые являются главным источником по данной теме, исказил причины инцидента. Он отметил, что «в подобных случаях оскорбления России реакция Государя и русского МИДа всегда была достаточно жёсткой, и уж, во всяком случае, такой хитрый и острожный политик, как князь Николай, не стал бы только из-за этого обострять отношения с Россией высылкой её дипломата». Посол Российской Федерации в Черногорию Владислав Масленников назвал данное событие исторической ошибкой Черногории: «думаю, что в Подгорице сейчас не до конца осознают, насколько долгосрочным может быть ущерб от их деструктивных шагов. В частности, отказ черногорских властей в пролете самолета Министра иностранных дел России С.В.Лаврова в июне 2022 года, с моей точки зрения, - не меньшая историческая ошибка, чем тост престолонаследника Черногории за японского адмирала в 1905 г.».

### Последующее улучшение отношений
Спустя некоторое время Никола возобновил переговоры с Россией и добился возобновление денежных выплат. В 1908 году он повторно обратился с просьбой о дополнительной помощи. Российский император Николай II одобрил его просьбу и отметил на соответствующих документах: «Святость данного обещания стоит выше всего». Таким образом, несмотря на неуважительное отношение со стороны черногорской династии, русский монарх не отказывался от своей помощи Черногории. В Первой мировой войне все три страны — Черногория, Россия и Япония стали союзниками против Германии.